# Jock Porter

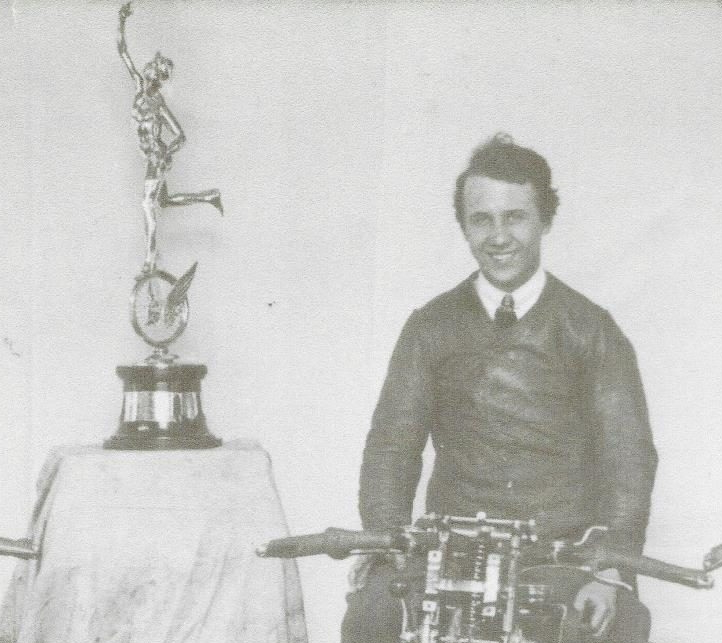
Jock Porter neben der Isle-of-Man-TT-Trophäe, 1923

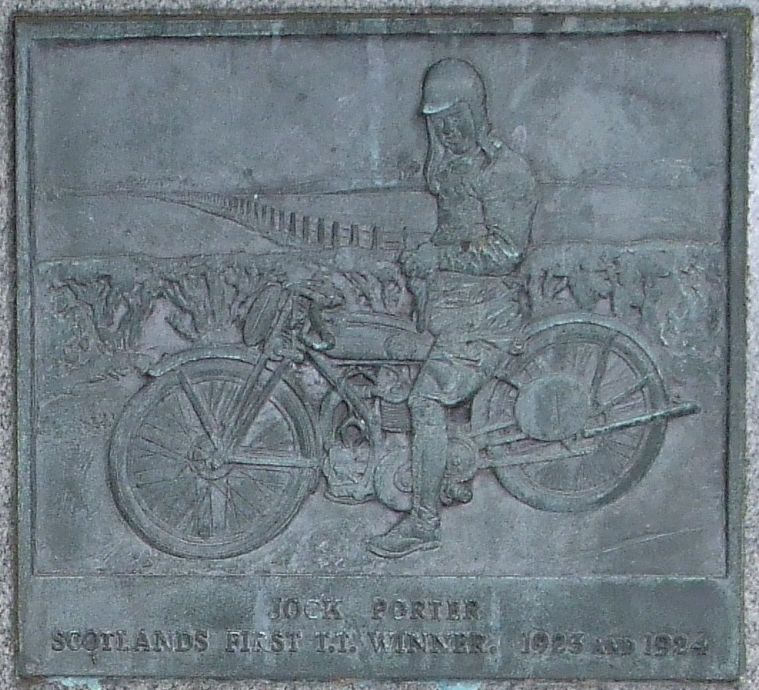
Abbildung auf Porters Grabstein, die ihn auf einer New Gerrard zeigt

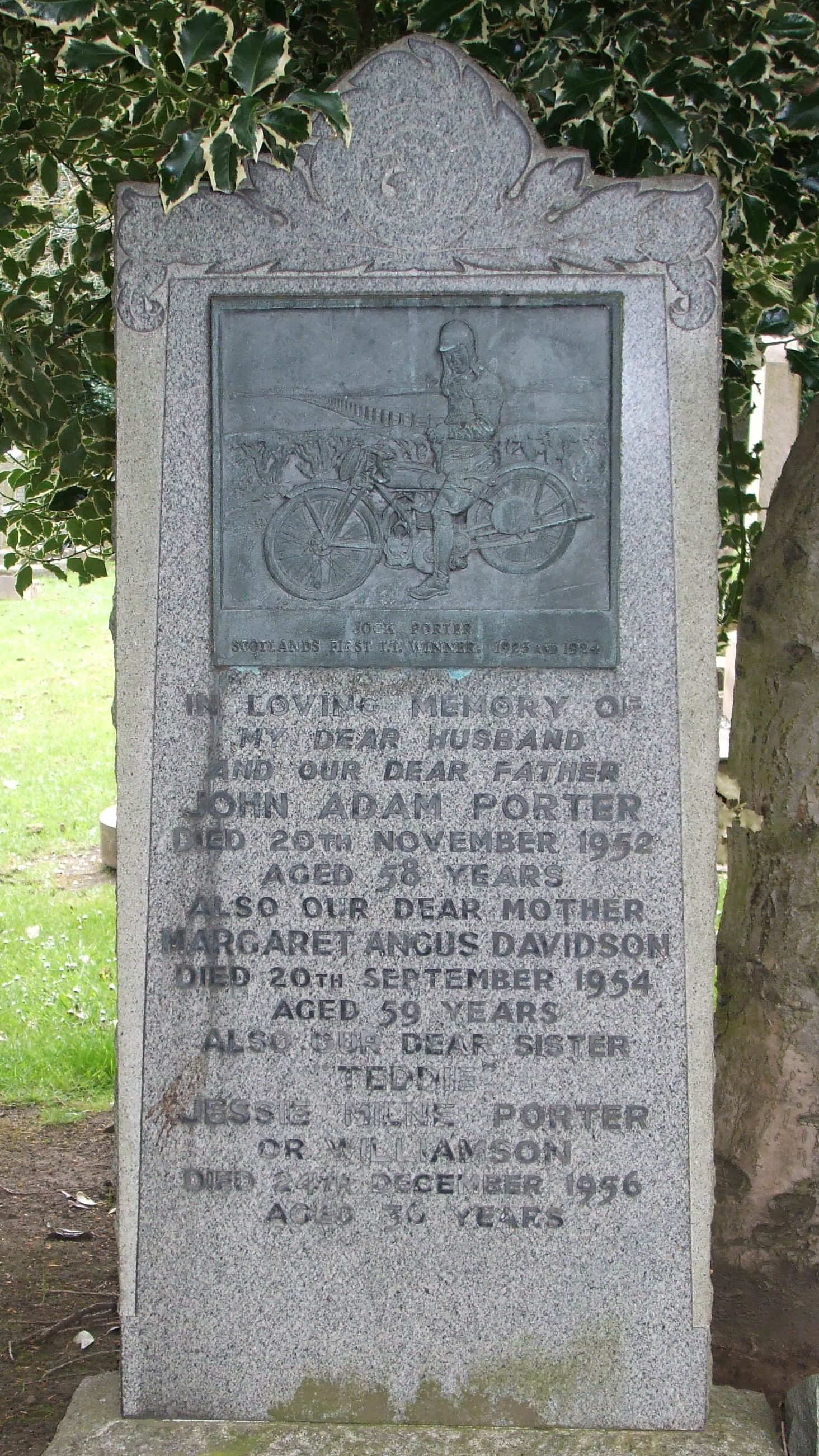
Porters Grab auf dem Comely Bank Cemetery in Edinburgh

John Adam „Jock“ Porter (* 1894 in Schottland; † 20. November 1952) war ein britischer Motorradrennfahrer sowie Unternehmer und Motorradkonstrukteur.
Porter war der erste schottische Sieger in der Geschichte der Isle of Man TT und wurde 1925 und 1926 Europameister in der 250-cm³-Klasse. Von 1922 bis 1940 betrieb Porter seine eigene Motorradmarke, New Gerrard.

## Karriere
Porter nahm 1922 erstmals an der Isle of Man TT teil, musste aber sowohl in der Junior- als auch in der Senior-Kategorie aufgeben. 1923 gelang ihm auf einer seiner New Gerrarrds in der Lightweight-Kategorie vor Bert le Vack (New Imperial) sein erster TT-Sieg. Im folgenden Jahr feierte er feierte er in der Ultra-Lightweight-Klasse (bis 175 cm³) mit einer Durchschnittsgeschwindigkeit von 51,21 km/h (32 mph) seinen zweiten TT-Sieg und war beim Viertelliterlauf um den Ulster Grand Prix auf dem Clady Circuit in Nordirland erfolgreich.
Bis 1931 bestritt Porter auf New Gerrard weitere 15 TT-Rennen, erreichte dabei aber nur zweimal das Ziel. Bestes Resultat war Rang drei im Ultra-Lightweight-Rennen 1925. Bei der Isle of Man TT 1927 kollidierte er mit dem Norton-Piloten H. Mathews und zog sich dabei Schnittverletzungen im Gesicht zu.
Ab 1925 war Jock Porter auch in Kontinentaleuropa in den kleinen Hubraumklassen überaus erfolgreich. Er gewann 1925 in Belgien, Italien und Frankreich insgesamt vier Große Preise. Da beim Rennen auf der Hochgeschwindigkeitsbahn von Monza, dem Großen Preis der Nationen, gleichzeitig die Titel der Motorrad-Europameisterschaft 1925 vergeben wurden, krönte er sich mit seinem Sieg im 250er-Rennen vor den Italienern Amedeo Ruggeri (Garanzini-J.A.P.) und Miro Maffeis (Maffeis-Blackburne) zum Viertelliter-Europameister. Im Jahr darauf verteidigte Porter diesen Titel im Rahmen des Großen Preises von Belgien in Spa-Francorchamps, wiederholte seine beiden Siege der Vorsaison in Frankreich und gewann auch das 250-cm³-Rennen und den Großen Preis von Deutschland auf der Berliner AVUS. 1929 gewann er zum insgesamt vierten Mal den Grand Prix von Belgien.
Im Jahr 1940 beendete er wegen des Ausbruchs des Zweiten Weltkrieges die Produktion seiner New-Gerrard-Maschinen.
Jock Porter verstarb am 20. November 1952 im Alter von 58 Jahren. Er liegt zusammen mit seiner Ehefrau Margaret auf dem Comely Bank Cemetery in Edinburgh begraben. Die Glasgow Museums & Art Galleries sind in Besitz von Porters 250-cm³-New-Gerrard-Blackburne von 1923. Im Jahr 2008 wurden beim Auktionshaus Bonhams zwei Alben mit Fotos und Postkarten der TT-Rennen ab 1921 aus dem Nachlass Porters für £3,220 versteigert. 2012 wurden einige seiner Trophäen und weitere Erinnerungsstücke von seiner Tochter in der BBC-Show Antiques Roadshow gezeigt.

## Statistik

### Erfolge
- 1925 – 250-cm³-Europameister auf New Gerrard
- 1926 – 250-cm³-Europameister auf New Gerrard

Isle-of-Man-TT-Siege
| Jahr | Klasse                      | Maschine    | Durchschnittsgeschwindigkeit |
| ---- | --------------------------- | ----------- | ---------------------------- |
| 1923 | Lightweight (250 cm³)       | New Gerrard | 51,93 mph (83,57 km/h)       |
| 1924 | Ultra-Lightweight (175 cm³) | New Gerrard | 51,21 mph (82,41 km/h)       |

Rennsiege
(gefärbter Hintergrund = Europameisterschaftslauf)
| Jahr | Klasse  | Maschine               | Rennen                            | Strecke            |
| ---- | ------- | ---------------------- | --------------------------------- | ------------------ |
| 1924 | 250 cm³ | New Gerrard            | Ulster Grand Prix                 | Clady Circuit      |
| 1925 | 250 cm³ | New Gerrard            | Großer Preis von Belgien          | Spa-Francorchamps  |
| 1925 | 250 cm³ | New Gerrard            | Großer Preis der Nationen         | Circuito di Milano |
| 1925 | 175 cm³ | New Gerrard-Blackburne | Großer Preis von Frankreich (MCF) | Montlhéry          |
| 1925 | 250 cm³ | New Gerrard-Blackburne | Großer Preis von Frankreich (MCF) | Montlhéry          |
| 1926 | 250 cm³ | New Gerrard            | Großer Preis von Belgien          | Spa-Francorchamps  |
| 1926 | 250 cm³ | New Gerrard            | Großer Preis von Deutschland      | AVUS               |
| 1926 | 175 cm³ | New Gerrard            | Großer Preis von Frankreich (MCF) | Montlhéry          |
| 1926 | 250 cm³ | New Gerrard            | Großer Preis von Frankreich (MCF) | Montlhéry          |
| 1929 | 250 cm³ | New Gerrard            | Großer Preis von Belgien          | Spa-Francorchamps  |